# Istituto Centrale per il Catalogo Unico

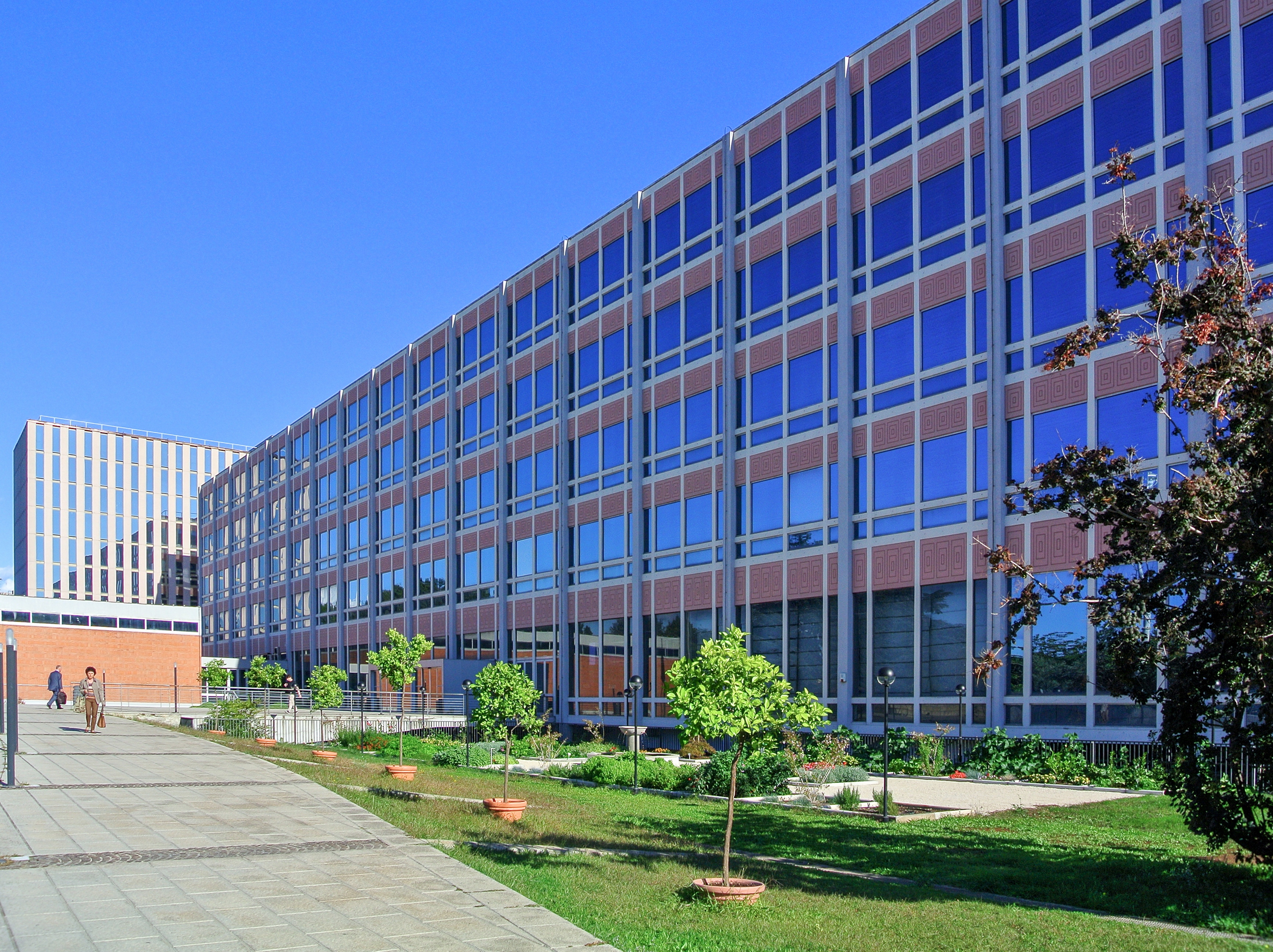
Het gebouw van de Nationale Centrale Bibliotheek van Rome, waar het hoofdkwartier van het ICCU is gevestigd

Het Istituto Centrale per il Catalogo Unico (ICCU) (Voluit: Istituto Centrale per il Catalogo Unico delle Biblioteche Italiane e per le informazioni bibliografiche, Nederlands: Centraal Instituut voor de Catalogus van de Unie van Italiaanse Bibliotheken en voor Bibliografische Informatie) is een Italiaans overheidsorgaan, opgericht in 1975 als opvolger en vervanging van het Centro nazionale per il catalogo unico. Dit centrum werd in 1951 opgericht om te komen tot een eenvormige en unieke catalogus van en voor alle bibliotheken in het land.
Het instituut bevordert en werkt voor het gehele nationale grondgebied programma's, studies en wetenschappelijke initiatieven uit op het gebied van catalogisering, inventarisering en digitalisering van het bibliografische en documentaire erfgoed dat bewaard is gebleven in bibliotheken van de staat en andere Italiaanse openbare en particuliere instanties. Het vervult ook coördinatiefuncties, met inachtneming van de lokale autoriteiten, in het kader van de verbetering van de documentatie en de verspreiding van het cultureel erfgoed dat bibliotheken bezitten. Het Instituut beheert eveneens sinds enkele decennia een ICT-netwerk voor de Italiaanse Nationale Bibliotheekdienst (Servizio bibliotecario nazionale, of SBN).
Het ICCU legt verantwoording af aan de technisch-wetenschappelijk adviseur van de Direzione Generale per i Beni librari, gli Istituti culturali ed il Diritto d'autore (Departement van boeken, culturele instellingen en auteursrechten). Het instituut wordt aangestuurd door en bevindt zich bij de kantoren van het Ministerie van Cultureel Erfgoed en Activiteiten (Ministero per i Beni e le Attività Culturali), gevestigd op de terreinen van de oude militaire kazerne Caserma Macao-Castro Pretorio in het centrum van Rome, noordoostelijk van de oude stad, in het stadsdeel Nomentano. In hetzelfde gebouw als het ICCU is ook de Biblioteca Nazionale Centrale di Roma gehuisvest. Het complex bevindt zich in de onmiddellijke nabijheid van het station Roma Termini.
Het instituut handhaaft en onderhoudt ook een bibliografische databank die toelaat de bibliografische activiteiten en informatiediensten van de bibliotheek in internationale programma's te integreren. Deze classificatie, met codes die aanvangen met IT\ICCU verkreeg supranationaal belang en wordt internationaal gehanteerd.